# Soyo
Soyo (fins 1975 Santo António do Zaire) és un municipi de la província de Zaire, a les boques del riu Congo. Té una extensió de 5.572 km² i 218.193 habitants. Comprèn les comunes de Pedra de Feitiço, Quêlo, Soyo i Sumba. Recentment s'ha convertit en la major regió productora de petroli al país, amb una estimació de 1.200.000 barrils per dia.

## Història antiga
Soyo (originàriament escrit "Sonho" i pronunciat Sonyo) era una província del regne del Congo, que s'estenia al sud de la desembocadura del riu Congo al riu Loze, i uns 100 kilòmetres cap a l'interior. Ja era una entitat administrativa on el governador portava el títol Mwene Soyo o "senyor de Soyo" quan hi van arribar els portuguesos en 1482. El seu governant va ser el primer senyor Kongo ser batejat quan els missioners cristians van arribar al regne de Kongo en 1491.
Al segle xvi Soyo era governat per un membre de la família reial de Kongo, presumiblement nomenat pel rei i servia durant un termini limitat. El governant a l'arribada dels portuguesos, batejat com a Manuel, es diu que eras l'oncle del rei governant. Sota la supervisió del Kongo, a Soyo se li va permetre expandir-se i conquerir altres regions sota el domini reial. Per tant, Nzinga a Nkuwu, rei del Congo en 1491, va permetre una expansió del territori de Soyo després del baptisme del governant. Aquesta expansió va permetre Soyo controlar diverses subprovíncies incloses Pambala, Kimi, Tubii, al llarg del riu Congo, i Lovata (entre altres) al llarg de la costa atlàntica.
El port de Soyo, Mpinda, situat prop de la desembocadura del riu Congo, es va convertir en un important port comercial en el segle xvi. S'hi va establir una comunitat de portuguesos i des del port va dur a terme comerç d'esclaus, ivori i coure. Un investigació reial congo de 1548 va revelar que cada any al voltant de 4.000 esclaus passava per Mpinda en el camí a la colònia de l'illa de São Tomé i d'allí al Brasil.
A principis de la dècada de 1590 Miguel va ser designat com a comte quan el rei del Congo Álvaro II va introduir títols de noblesa d'estil europeu. Tanmateix, no era del tot favorable a les ambicions d'Álvaro i hi va haver un llarg període de tensió considerable entre Kongo i Soyo, resultant en el reconeixement de Miguel com un governant més o menys independent.

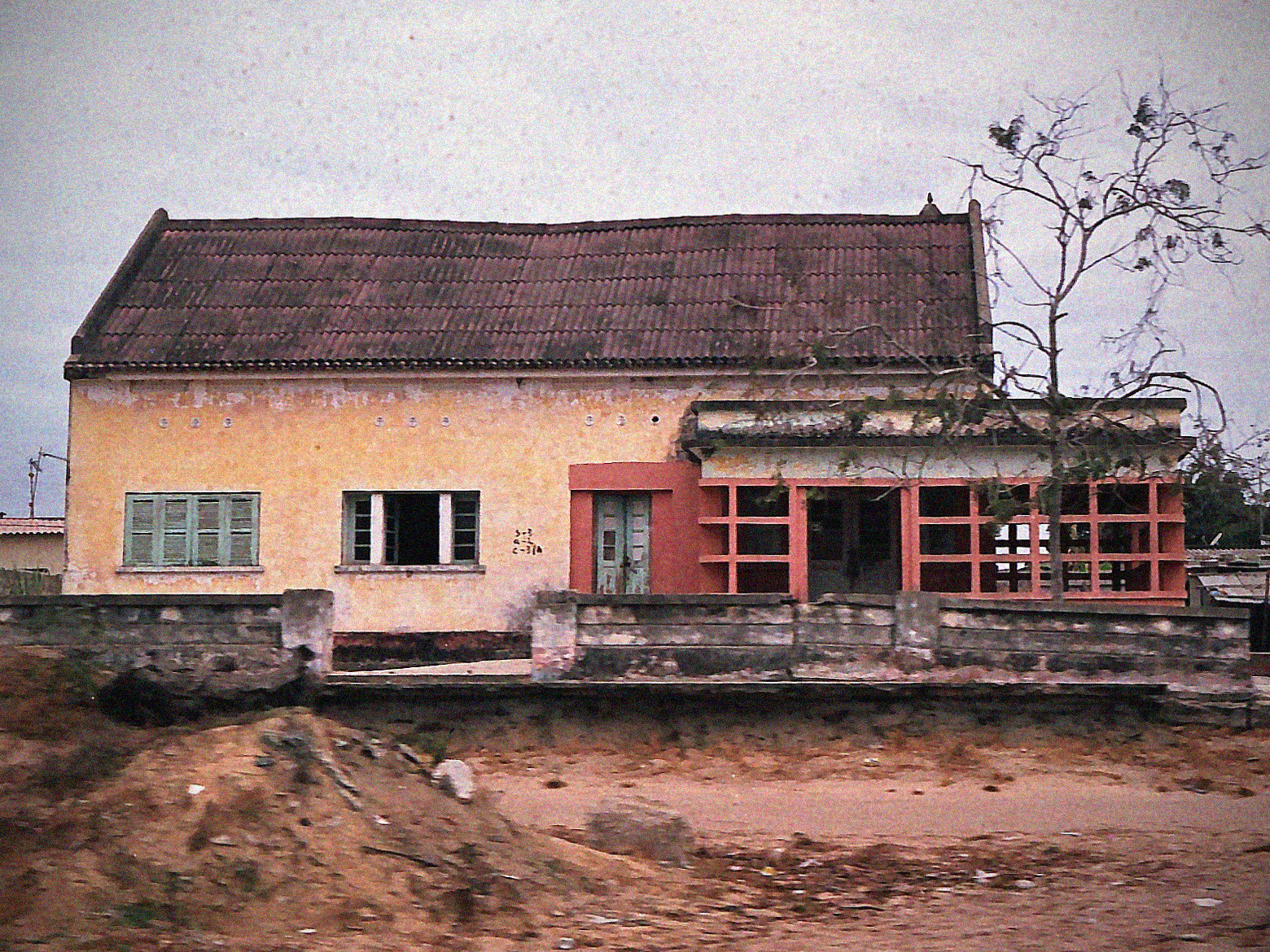
Casa colonial a Soyo (c. 1955)

Els reis posteriors, però, ho invertiren i van continuar posant els seus propis candidats a Soyo, Paulo, col·locat a Soyo pel rei Pedro II, parent seu, serví de 1626 a 1641. Paulo sovint era partidari de la família de Pedro, i com a tal, sovint va estar involucrat en les complexes guerres civils que van assolar el Congo en la dècada de 1620 i 1630.

## Independència
En 1641 Daniel da Silva va substituir Paulo i es va oposar immediatament al nou rei Garcia II del Congo, que va tractar de reemplaçar-lo. El comte Daniel va resistir, al·legant que els càrrecs de Soyo tenien dret a ser seleccionats a través de l'elecció dels seus propis nobles subordinats. Garcia va intentar tornar Soyo al seu control amb guerres, però els intents de Garcia en 1641, 1643, 1645 i 1656 van fracassar totalment, sovint amb grans pèrdues. Això es va deure principalment al fet que els exèrcits reials no podien atacar la zona boscosa fortificada de Soyo anomenada Nfinda Ngula, prop de la capital.
Mentre Soyo esdevenia més independent, els seus governants van prendre el títol de príncep, i després Gran Príncep de Soyo a la fi del XVII i principis del segle xviii. Soyo va participar activament en la política del Congo durant i després del regnat de Garcia II, especialment com a defensors de la branca Kimpanzu de la família. Els càrrecs de Soyo els van protegir i els van donar refugi, com ho van fer en 1656, quan va fracassar una conspiració per enderrocar Garcia organitzada per fills de Pedro II.
En 1670, el governador portuguès va tractar d'apoderar-se del Congo i es va involucrar en una guerra civil,envaïnt Soyo. Després d'una primera victòria, les forces portugueses van ser derrotades i completament expulsades per Soyo en la batalla de Kitombo, a Nfinda Ngula prop de la capital. El dia de la victòria, el 18 d'octubre de 1670, dia de Sant Lluc, es considera una festa important.
Després de diverses guerres fou ocupada pels portuguesos, que l'anomenaren Santo António de Zaire.